# Litchfield, Québec
Litchfield är en kommun i provinsen Québec i Kanada. Den ligger i regionen Outaouais, i den sydöstra delen av landet, 80 km nordväst om huvudstaden Ottawa. Antalet invånare var 500 vid folkräkningen 2021. Landarean är 199 kvadratkilometer.
Kommunen är officiellt tvåspråkig (franska och engelska), med 67 % engelsktalande och 36 % fransktalande (modersmålstalare) vid folkräkningen 2021.